# Vanyda
Vanyda Savatier (plus connue sous son seul prénom), née le 8 octobre 1979 à Castelnaudary, est une auteure française de bande dessinée apparentée à La Nouvelle Manga. 

## Biographie
Enfant d'un père laotien et d'une mère française, Vanyda Savatier est attirée très tôt par la bande dessinée : elle raconte qu'elle a débuté à l'âge de six ans avec des « bonhommes bâtons ». Ses influences sont les dessins animés (Chevaliers du Zodiaque, Olive et Tom,   Les samouraïs de l'éternel), les mangas (Dragon Ball, Gunnm, Video Girl Ai, Akira), les bandes dessinées (Thorgal, puis les œuvres minimalistes de Frédéric Boilet et Jean-Philippe Peyraud),.
Titulaire d'un bac en filière scientifique obtenu à Lille, elle est reçue à l'Académie des beaux-arts de Tournai en Belgique, dans la section « Bandes dessinées ». Elle crée avec François Duprat, David Bolvin, Laurent Massif, Muriel Charlot et Flavien van den Neucker le fanzine Porophore et monte l'association Bom Bom Prod. Durant sa scolarité, elle participe à des collectifs pour les éditions Petit à Petit.
Habitant Lille, Vanyda Savatier partage un atelier avec notamment François Duprat, Nicolas Delestret et Virginie Vidal au sein de l'association La Malterie.
L'un de ses premiers albums, L’Immeuble d’en face, est sélectionné en 2005 au Festival international de la bande dessinée d'Angoulême. En 2006, sa version anglaise, The Building Opposite, est distingué par l'hebdomadaire américain Publishers Weekly.
Vanyda Savatier commence à publier chez La Boîte à bulles (Paris), puis chez Dargaud (Bruxelles) et Futuropolis (Paris). Elle est également illustratrice : couvertures pour la collection "Cœur Grenadine" chez Bayard, affiches, publicité.

## Œuvres publiées

### Albums
- L'Année du dragon, avec François Duprat (scénario et dessin), Carabas, coll. « Urban Collection » :

1. Franck, 2003  (ISBN 2-914203-22-5)
2. Bernadette, 2004  (ISBN 2-914203-57-8)
3. Kim[5], 2005  (ISBN 2-351-00046-3)

- L'Immeuble d'en face, La Boîte à bulles, coll. « Contre-jour » :

1. Volume 1, 2004  (ISBN 2-84953-002-6)[6]
2. Volume 2, 2007  (ISBN 978-2-84953-049-8)[7]
3. Volume 3, 2010  (ISBN 978-2-84953-095-5)

- Celle que..., Dargaud :

1. Je ne suis pas, 2008  (ISBN 978-2-505-00344-1)[8]
2. Je voudrais être, 2009  (ISBN 978-2-505-00575-9)
3. Je suis, 2011  (ISBN 978-2-505-01147-7)[9]

- Valentine, 6 tomes, Dargaud, 2014 (réédition en couleurs de Celle que...)
- Un petit goût de noisette, Dargaud

1. 2014 (ISBN 978-2-505-06000-0)
2. Un petit goût de noisette et de fruits rouges, Dargaud, 2019  (ISBN 978-2-505-07038-2)[10]
3. Un petit goût de noisette, de fruits rouges et de chocolat amer, Dargaud, 2022  (ISBN 978-2-505-08561-4)

- Entre ici et ailleurs, Dargaud, 2016  (ISBN 978-2-505-06471-8)[11]
- Mia & Co, avec Nicolas Hitori De, Dargaud

1. Tome 1, 2016  (ISBN 978-2-205-07487-1)
2. Tome 2, 2017  (ISBN 978-2-205-07675-2)
3. Tome 3, 2019  (ISBN 978-2-205-07795-7)

- L'année de la chèvre: Bernadette, dessin avec François Duprat, La boîte à bulle, coll. « Hors Champ »  (ISBN 978-2-84953-267-6)
- Un million d'éléphants, sur un récit de Jean-Luc Cornette, Futuropolis, 2017  (ISBN 978-2-7548-1077-7)[12],[13],[14]

## Distinction
- The Building Opposite (version anglaise de L'immeuble d'en face), classé nº1 du "Top Ten" en 2006 par Publishers Weekly[15]

### Documentation
- OM, « L'immeuble d'en face : Bullesding », BoDoï, no 71,‎ février 2004, p. 19.